# Il vuoto elettrico
Il vuoto elettrico è il secondo album della band italiana Six Minute War Madness, pubblicato nel 1997 dall'etichetta milanese Jungle Sound.

## Tracce
1. ottobrenovantasei
2. test-test
3. dolores
4. texaco tap
5. lettere dal fronte
6. il vuoto elettrico
7. una novità
8. le mie streghe
9. sexxstasie
10. media 27
11. neanche un minuto
12. brucia
13. crash
14. il vuoto elettrico (reprise)

## Musicisti
- Federico Ciappini - voce
- Xabier Iriondo - chitarre
- Paolo Cantù - chitarre
- Massimo Marini - basso
- Daniele Misirliyan - batteria